# Estación Parque Colón
Estación Parque Colón es una estación de transbordo de transporte público de la ciudad de Guatemala. En esta operan los servicios de Transmetro y TuBus. Está ubicada al rededor del Parque Colón de la zona 1 capitalina.

## Historia
El 25 de abril de 2014 fue inaugurada la línea 18 de Transmetro y con esto, comenzó a funcionar como una estación provisional. Un año después comienza a funcionar la línea 6 del mismo, convirtiendo a este a una estación de transbordo.
El 30 de septiembre de 2019, la estación fue parte de la inauguración de la primera fase de la línea 7 de Transmetro pero fue hasta el 1 de julio de 2025 que vuelve a formar parte de la misma.

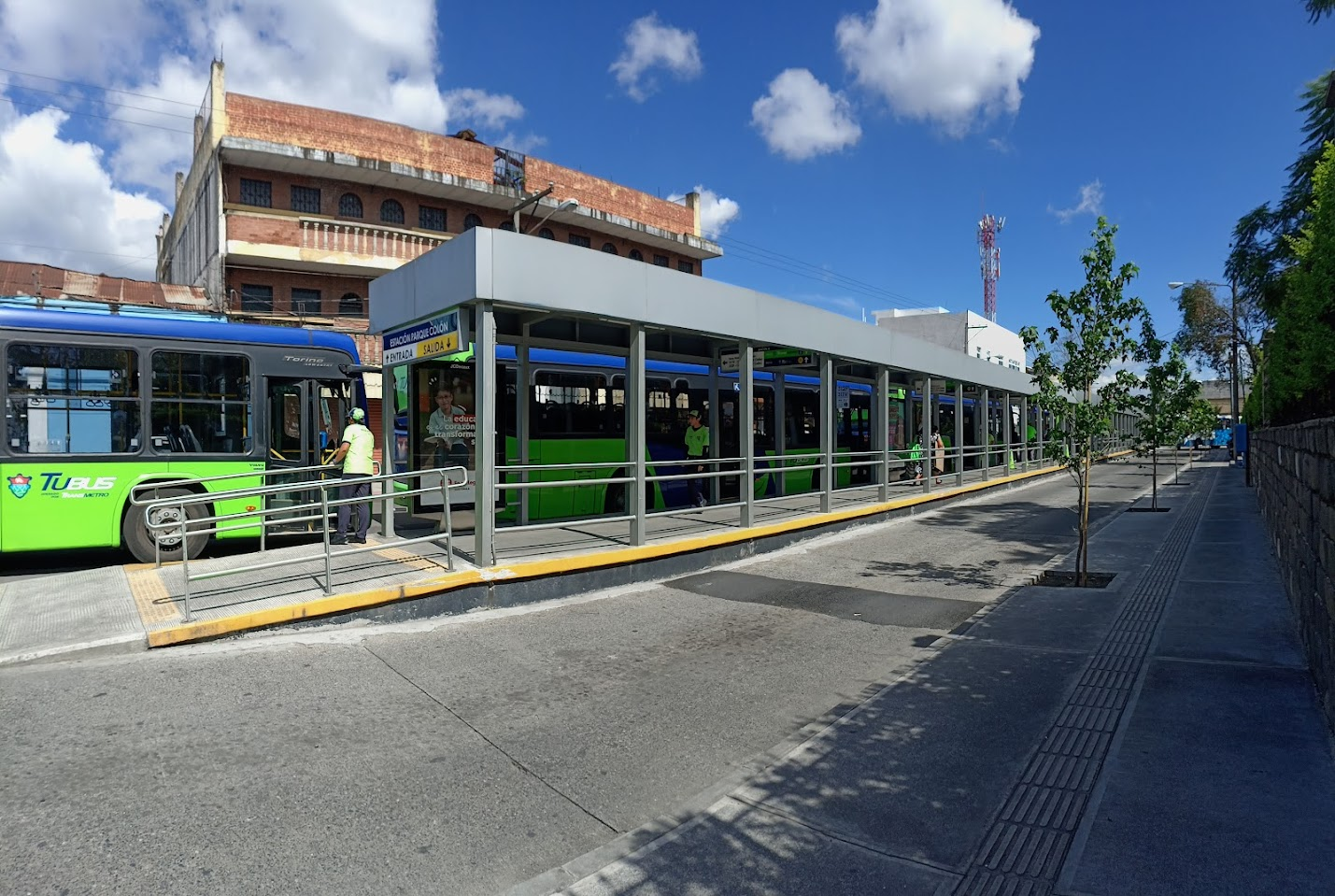
Estación Parque Colón en 12 avenida zona 1.

El 12 de marzo de 2024 la estación forma parte de la ruta 5 del sistema TuBus.